# パール・ストリート (マンハッタン)

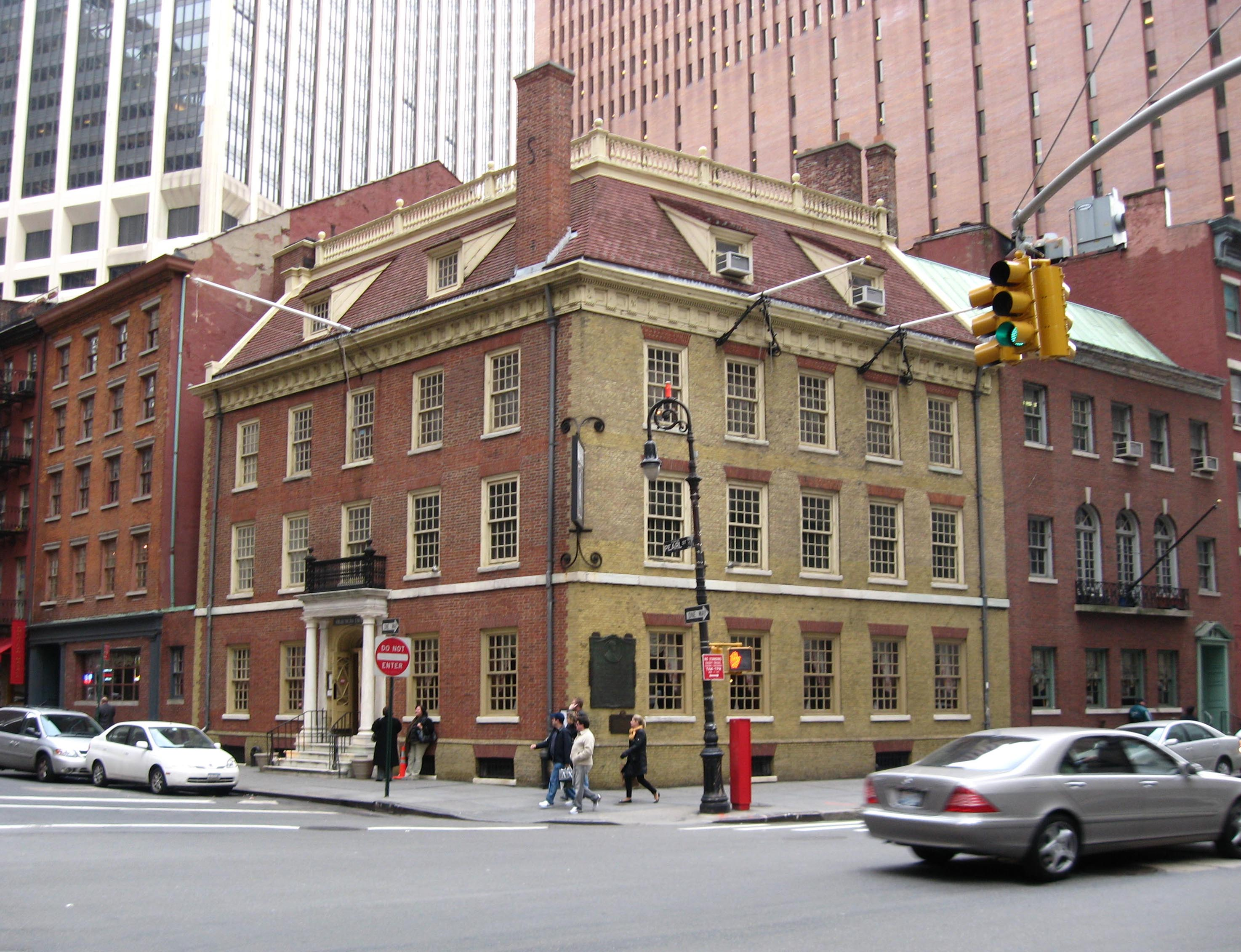
パール・ストリート（左）とブロード・ストリート (en)（右）の角に建つフランシス・タバーン

パール・ストリート (Pearl Street) はニューヨーク市マンハッタン区ダウンタウンを走る通りである。南端はバッテリー・パークで、ブルックリン橋をくぐると西へと曲がり、センター・ストリートに突き当たる地点が北端となる。パール・ストリートは元来のマンハッタン島の東の海岸線にあたる。数百年に渡る埋め立てによって現在の海岸線は、おおよそ700–900 フィート (200-300m) ほどイースト川へと延伸している。
パール・ストリート（真珠通り）の名前はオランダ語のParelstraat（1660年頃はPaerlstraetと書かれていた）の英語への翻訳である。この通りはニューアムステルダムの東海岸としてカステッロ・プランにも見て取ることができる。名前の由来はこの川でたくさんのオイスターが取れたことである。イギリス統治時代は、パール・ストリートは (Great) Queen Street と呼ばれていた。"Great"を付けるときは、(Little) Queen Street と呼ばれていて1784年に現在の名前に変わったCedar Streetと区別するときが主であった。
1650年代中旬、現在のパール・ストリート73のあたりに建てられた三階建てのタバーンは初代のニューヨーク市庁舎となった。
トーマス・エジソンの最初の発電所であるパール・ストリート・ステーション (en) は、パール・ストリート 255-257に位置していた。IRT3番街高架鉄道線 (en) は、パール・ストリートの上を1950年まで走っていた。ニューヨーク・テレフォン (en) は、本部ビルをこの通りの北側でブルックリン橋の東側の375 パール・ストリート (en) に1970年代に置いていた。